# Hiteno
Hiteno je naselje v Občini Bloke.